# Scooby-Doo în Unde e Mumia mea?
Scooby-Doo! în Unde e mumia mea? (În engleză Scooby-Doo! in Where's My Mummy?) este al nouălea din seria de filme animate direct-pe-video bazate pe desenul animat Scooby-Doo. În acest film gașca merge în Egipt, unde blestemul ultimului faraon Egiptean, Cleopatra, este posibil să fie sursa problemelor. A fost lansat în cinematografe în anumite orașe din Statele Unite în 13 mai 2005. În timpul lansării sale cinematografice de scurtă durată de către Kidtoon Films, a fost difuzat pentru prima oară în Statele Unite pe Cartoon Network în 24 noiembrie 2005. S-a lansat și pe VHS și DVD în Statele Unite și Canada în 13 decembrie 2005.
Filmul a fost produs de studioul de animație Warner Bros., chiar dacă la sfârșit apare un logo pentru Hanna-Barbera Cartoons, Inc. Acesta este ultimul film cu Scooby-Doo lansat pe VHS.
Premiera filmului în România a fost în 28 noiembrie 2009 pe canalul Boomerang (în cadrul lui Boomerang Cinema) după care a început să se difuzeze și pe Cartoon Network (în cadrul lui Cartoon Network Cinema) în 19 decembrie 2009.

## Distribuție (versiunea română)
- Adrian Hădean – Campbell[1]

## Premis
Aventurile echipei misterelor continuă numai că de această dată Velma este în expeditie în Egipt la o piramidă numai că dispoziția Velmei este stricată când o mumie apare vrând s-o alunge de pe piramidă. Atunci prietenii sunt în drum spre piramidă ca să-i facă Velmei o surpriză. Toată gașca cade la țanc pentru că au găsit un nou mister care trebuie dezlegat. O descoperire uluitoare este făcută: un mormânt antic, care ascunde un blestem înfricoșător. După multe peripeții cu suișuri și coborâșuri în cele din urmă mumia este prinsă.

## Legături externe
- Scooby-Doo în Unde e Mumia mea? la Internet Movie Database

1. ↑  Adrian Hădean este vocea personajului Campbell în *Scooby-Doo! Unde mi-e mumia?*, PlayU.ro, 13 decembrie 2023